# Claire Guichard
Claire Guichard, née le 30 mai 1967 à Saint-Pierre (France), est une femme politique française.
Suppléante de Gabriel Attal lors des élections législatives de 2022 et 2024, elle devient députée de la 10e circonscription des Hauts-de-Seine le 23 juillet 2022.

## Situation personnelle
Claire Guichard est directrice du Centre culturel et sportif de Saint-Pierre-et-Miquelon entre 1994 et 1996. Elle quitte l'archipel à l'âge de 30 ans et s'installe en métropole. Elle déclare néanmoins conserver un lien avec son île de naissance.
Sur l'archipel, elle est également connue en tant que comédienne, notamment via le rôle de  Cocotte, qu'elle interprète dans le sixième et dernier épisode de la mini-série Entre terre et mer (1997), tourné sur l'île aux Marins,.

## Parcours politique

### Élue locale à Issy-les-Moulineaux
Dans le cadre de la loi sur le cumul des mandats et de son élection en tant que députée, elle démissionne de son poste d'adjointe en juillet 2022 mais reste conseillère municipale.

### Députée des Hauts-de-Seine
Actuellement à l’Assemblée nationale, elle siège à la commission des Affaires étrangères.

## Polémique
Le 27 janvier 2023, durant l'examen de la réforme des retraites, présentée par le gouvernement d'Élisabeth Borne, elle déclare: « Je connais beaucoup d'AESH qui sont des mères qui avaient arrêté de travailler et choisissent aujourd'hui ce statut pour avoir les mercredis et les vacances scolaires : elles assument. ». Cette déclaration soulève de nombreux commentaires de l'opposition à cette réforme.
Le lendemain, elle présente des excuses « à ceux [que ses propos] ont heurtés », sur son compte Twitter,.

## Résultats électoraux

### Élections municipales
| Année | Parti et coalition      | Commune             | Position sur la liste | 1er tour | 1er tour | 1er tour | 1er tour | 1er tour |
| Année | Parti et coalition      | Commune             | Position sur la liste | Voix     | %        | Rang     | Issue    | Issue    |
| ----- | ----------------------- | ------------------- | --------------------- | -------- | -------- | -------- | -------- | -------- |
| 2001  | UDF-RPR-DL              | Issy-les-Moulineaux | NC                    | 12 712   | 70,24    | 1re      | 1re      | Élue     |
| 2008  | Majorité présidentielle | Issy-les-Moulineaux | 12e                   | 12 150   | 56,76    | 1re      | 1re      | Élue     |
| 2014  | UMP-UDI-MoDem           | Issy-les-Moulineaux | 4e                    | 16 037   | 67,03    | 1re      | 1re      | Élue     |
| 2020  | UDI-LREM-LR             | Issy-les-Moulineaux | 10e                   | 10 301   | 60,26    | 1re      | 1re      | Élue     |

### Élections législatives
| Année | Parti et coalition | Circonscription        | Binôme        | 1er tour | 1er tour | 1er tour | 2d tour | 2d tour | 2d tour |
| Année | Parti et coalition | Circonscription        | Binôme        | Voix     | %        | Rang     | Voix    | %       | Issue   |
| ----- | ------------------ | ---------------------- | ------------- | -------- | -------- | -------- | ------- | ------- | ------- |
| 2022  | LREM (ENS)         | 10e des Hauts-de-Seine | Gabriel Attal | 20 679   | 48,06    | 1er      | 24 047  | 59,85   | 1er     |